# Agustín de Carvajal
Agustín de Carvajal, OSA (28 de agosto de 1558 - 19 de agosto de 1618) foi um prelado católico romano que serviu como o primeiro bispo de Ayacucho o Huamanga (1612–1618) e bispo do Panamá (1605–1612).

## Biografia
Agustín de Carvajal nasceu em Guadalajara, no México, e foi ordenado sacerdote na Ordem de Santo Agostinho. A 18 de julho de 1605, o Papa Paulo V nomeou-o Bispo do Panamá. Em 1608, foi consagrado bispo. No dia 7 de maio de 1612, o Papa Clemente VIII nomeou-o o primeiro Bispo de Ayacucho, onde serviu até à sua morte a 19 de agosto de 1618.
Enquanto bispo, foi o principal consagrador de Lorenzo Pérez de Grado como Bispo do Paraguai.